# Team Pacman
Palmarès
TNA World Tag Team Championship (1 fois)
Team Pacman est une équipe de la Total Nonstop Action Wrestling composée du joueur de football américain Pacman Jones et du catcheur Ron Killings.

## Histoire
Jones fait sa première apparition à Hard Justice, en prenant part à une interview avec Mike Tenay. Ils ont été interrompus par Ron Killings qui a défié Pacman de lutter. Après de nombreux segment à Impact!, Jones a lui-même suggéré de former une équipe pour rivaliser pour le TNA World Tag Team Championship. À No Surrender, ils ont remporté les titres face à Sting et Kurt Angle qui se retourna contre son partenaire et lui porta un Olympic Slam permettant à Pacman de faire le tombé.
Consequences Creed fut ensuite recruté dans l'équipe (en fait pour éviter à Jones de lutter). La Team Pacman perdit les titres par équipe à Bound for Glory après la défaite de Killings et Creed face à AJ Styles et Tyson Tomko malgré l'intervention de Jones qui déconcentra l'arbitre Earl Hebner.

## Palmarès
- Total Nonstop Action Wrestling
  - TNA World Tag Team Championship (1 fois)